# 生命中的一天
〈生命中的一天〉（又譯作〈生活中的一天〉）是披頭四乐队专辑《比伯軍曹寂寞芳心俱樂部》的最后一首歌曲。这首歌署名为列侬–麦卡特尼，由約翰·藍儂和保羅·麥卡尼单独创作的部分组成，另加上管弦乐段落。藍儂的歌词受当时报纸文章的启发，而麥卡尼是在怀旧他的青年时代。把歌的各个部分由管弦乐滑音连接，以及用持续的钢琴和音结束全曲的决定是在歌曲录制完成后作出的。
歌词一句被认为指涉毒品，因此这首歌一开始被BBC禁止在广播上播出，禁播令最後在1972年3月13日才解除。这首歌在随专辑首发后，被作为单曲B面发行，也被收入各个精選集中。它被很多其他艺人翻唱，包括史汀、巴比·达林、何塞·菲利西安诺、韦斯·蒙哥梅里、The Fall乐队、尼爾·楊、多莉·艾莫絲、傑夫·貝克、比吉斯、罗比恩·希区柯克、克里斯·康奈爾、Phish乐队，以及2008年后保羅·麥卡尼在现场的演出。这首歌在《滚石杂志》的“500首史上最伟大的歌曲”榜单上排行第28位。该杂志也把该曲列为披頭士最好的歌曲。

## 参与人员
- 約翰·藍儂 – 主唱、节奏吉他、钢琴（结尾和音）
- 保羅·麥卡尼 – 主唱（过门）、钢琴（全曲和结尾和音）、贝斯
- 乔治·哈里森 – 吉他、沙锤
- 林哥·史達 – 架子鼓、康加鼓、钢琴（结尾和音）